# Faugères (Ardèche)
Faugères település Franciaországban, Ardèche megyében. Lakosainak száma 113 fő (2022. január 1.). Faugères Payzac, Planzolles, Saint-André-Lachamp és Saint-Pierre-Saint-Jean községekkel határos.

## Népesség
A település népességének változása:
| Lakosok száma | 122  | 120  | 106  | 91   | 110  | 109  | 100  | 97   | 94   | 113  |
|               | 1968 | 1982 | 1990 | 2006 | 2013 | 2015 | 2017 | 2019 | 2020 | 2022 |